# Pasquale Catalano Gonzaga
Pasquale Catalano Gonzaga (Napoli, 13 gennaio 1800 – Napoli, 26 settembre 1869) è stato un politico italiano.

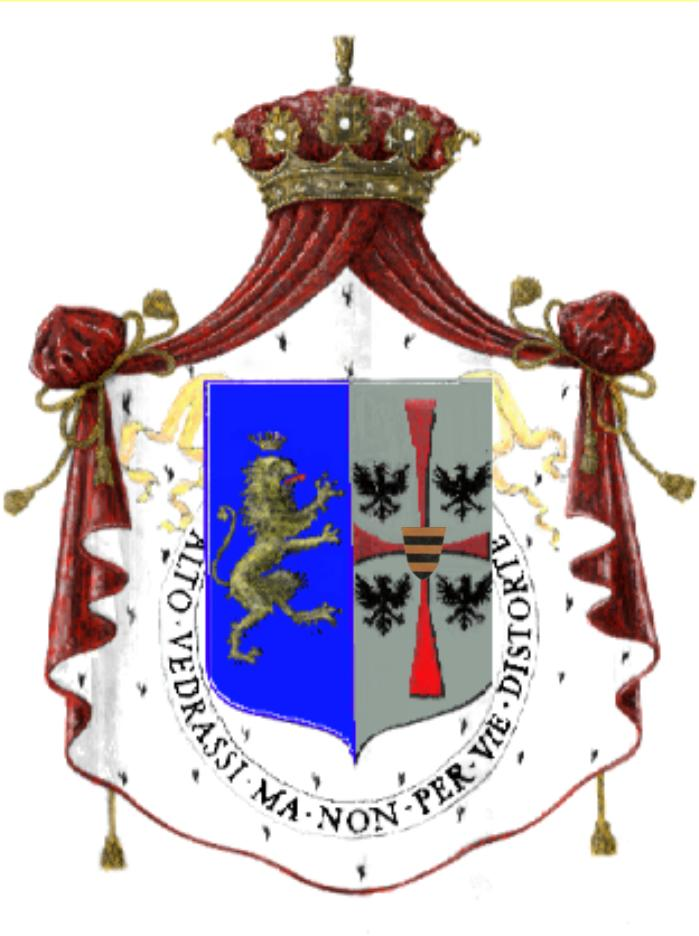
Stemma dei Catalano Gonzaga

Fu duca di Cirella, senatore del Regno d'Italia dalla VIII legislatura e membro della Società geografica italiana.

## Biografia

### Inizi dell'800
Agli inizi dell'800, la famiglia Catalano Gonzaga si trova già apertamente schierata col movimento risorgimentale italiano. Il capofamiglia, duca Clemente Catalano Gonzaga, nel 1806 viene nominato Prefetto di Palazzo da Giuseppe Bonaparte. Carica confermata dal successivo Re Gioacchino Murat, alla cui famiglia i Catalano Gonzaga rimasero legati anche dopo la sua caduta nel maggio del 1815, fino ad esserene investiti della procura Generale e Speciale dagli eredi nel 1860.
Pasquale Catalano Gonzaga, figlio primogenito del duca Clemente I e della duchessa Luisa di Polignano, nasce a Napoli nel 1800, dove nacquero i suoi due fratelli: Pietro (che lo affiancò nei moti del '48) il 12 maggio del 1804 e Giuseppe il 25 gennaio 1805. A 8 anni il padre lo fece entrare a far parte del Corpo dei Paggi di re Gioacchino Murat e Pasquale, assieme al fratello Pietro, crebbe in un ambiente liberale cui ispirò gran parte della sua vita. Sposa il 25 giugno del 1829 Marianna Rossi dei baroni di Castro che perderà prematuramente.

### I moti del '48

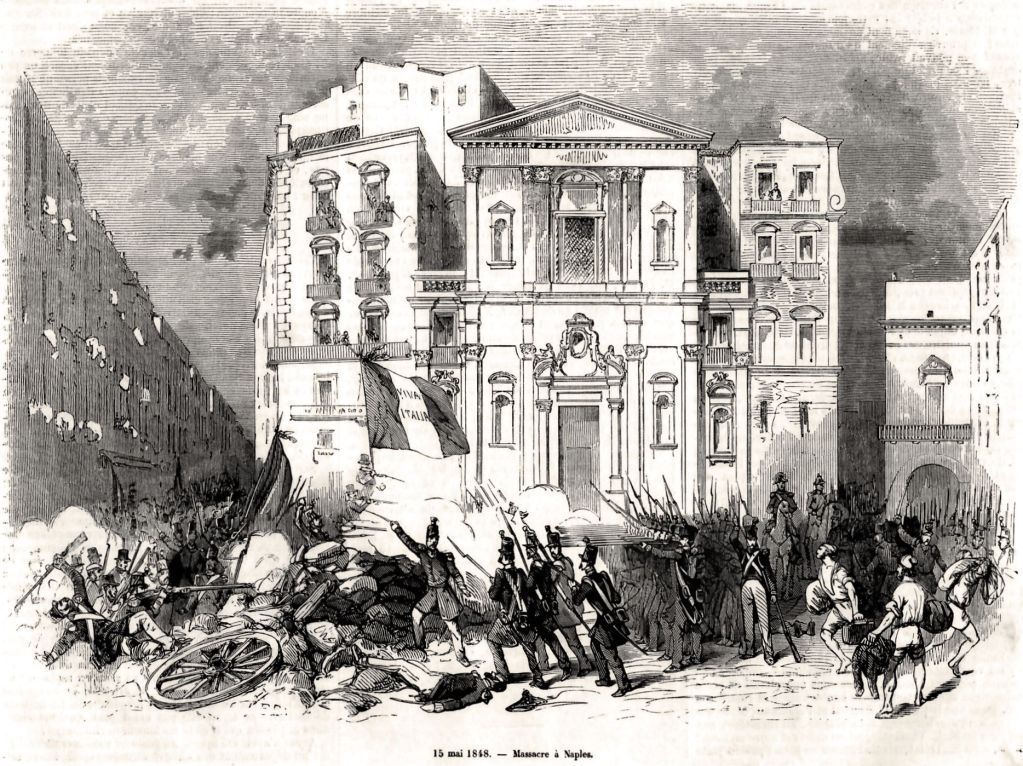
La repressione del 15 maggio in una illustrazione popolare

Assieme al fratello Pietro, e poi ai due figli maggiori, Clemente e Luigi, entrò a far parte dell'ala più radicale del movimento liberale napoletano. Alla vigilia del 15 maggio del '48, gran parte della famiglia Catalano Gonzaga, a partire dal suo capostipite Pasquale, è così schierata con i liberali più intransigenti nella richiesta a Re Ferdinando di modificare parte della Costituzione su cui avrebbe dovuto giurare. Nella notte fra il 14 e 15 maggio, mentre i deputati tentavano le ultime negoziazioni col Re, iniziarono a sorgere le barricate una delle quali in via Toledo, fu eretta proprio davanti a Palazzo Cirella. Gli scontri iniziarono verso le 10, dopo che Re Ferdinando fece arrestare due deputati inviati in un ultimo tentativo di negoziazione. Così Palazzo Cirella entrò a far parte della linea di fuoco di quel 15 maggio. Pietro Catalano Gonzaga si mise a capo della barricata sorta davanti al Palazzo e uomini furono posti dal duca Pasquale sul tetto e dietro le finestre dello stesso. Da alcuni documenti pare che Pietro Catalano Gonzaga mise in batteria un cannoncino sul balcone.
Respinto un primo assalto delle truppe regie, le barricate cedettero sotto il fuoco dell'artiglieria e due compagnie di Cacciatori Svizzeri, superate le barricate, sfondarono il portone di Palazzo Cirella ed invasero il palazzo trucidando tutti coloro che vennero trovati con le armi in pugno. 
Vennero catturati il duca Pasquale, i suoi figli Luigi e Clemente e suo fratello Pietro. Il Palazzo fu saccheggiato: quadri, suppellettili e mobili furono gettati dalle finestre e la biblioteca, assieme all'archivio, bruciata.  I prigionieri vennero condotti alla Darsena e rinchiusi a bordo di un Regio Legno della Marina borbonica attrezzato a galera. Evasero con l'aiuto del Generale Pepe e raggiunsero gli Stati Pontifici.
Il duca Pasquale, con i figli Luigi e Clemente, si rifugiò a Roma, mentre Don Pietro, raggiunse Livorno. Durante l'esilio, i due fratelli Pasquale e Pietro, soggiornarono lungamente a Parigi,  dove entrarono a far parte degli ambienti politici murattiani francesi.
Con sentenza del 20 agosto 1853, la Camera di Consiglio borbonica, riunita a porte chiuse, emanò le sentenze relative ai moti del 15 maggio, e condannò Don Pietro Catalano Gonzaga, contumace, alla pena di morte e Don Clemente e Don Luigi Catalano Gonzaga, contumaci, a 19 anni di ferri ciascuno.
Il duca Pasquale Catalano Gonzaga, contumace, viene invece assolto per insufficienza di prove. Il 27 novembre del 1854, la pena ai due fratelli Clemente e Luigi viene ridotta a 9 anni, da scontarsi nell'Isola di Ischia e con successiva sentenza del 28 gennaio 1855 tutti i condannati vennero assolti.

### L'Unità d'Italia
Gli esuli rientrano a Napoli dopo l'amnistia ed assistono al disfacimento del Regno Borbonico sotto i colpi delle truppe garibaldine e del Regio Esercito sabaudo. Con il plebiscito del 21 ottobre del 1860, il Regno delle Due Sicilie entra a far parte del Regno d'Italia e con Regio Decreto i sabaudi accordarono dei compensi a coloro che si distinsero e subirono danneggiamenti per la causa dell'Unità italiana. A Pasquale Catalano Gonzaga vennero riconosciuti 40.000 ducati (pari a 170.000 lire sabaude) per i danni subiti nel Palazzo. Ma su richiesta di Carlo Poerio, don Pasquale e l'intera famiglia rinunziarono all'indennizzo in favore delle esauste casse dell'erario italiano. A tangibile riconoscimento degli alti meriti verso la causa della Indipendenza ed Unità d'Italia della famiglia, con R.D. del 20 gennaio 1861 il duca Pasquale venne nominato Senatore del Regno d'Italia da Re Vittorio Emanuele II.
Scacciati i Borboni ed introdotta la Costituzione liberale, invece di assistere alla rinascita di un magnifico paese redento, rasserenato ed operoso, si assistette al tragico periodo detto del "brigantaggio", che fu particolarmente violento nelle provincie calabre. E tra le più vessate, in quanto appartenenti ad una famiglia particolarmente esposta nel movimento murattiano e liberale, furono le terre di famiglia a Cirella, Grisolia, Majerà e San Marco Argentano. Fu così che il duca Pasquale, assieme ai fratelli, prese la decisione di alienare tutti i possedimenti di famiglia in Calabria. Con atto notarile del 14 aprile 1868, tutti i beni calabresi vengono ceduti ad Antonio Ruggiero per 22.000 ducati. Non frequentò mai le aulee parlamentari preferendo trascorrere gli ultimi anni della sua vita operando come Consigliere Comunale a Napoli.
Il duca Pasquale morì a Napoli il 26 settembre del 1869 ed è sepolto nella Cappella Gentilizia del Cimitero Monumentale di Poggioreale.

### Vita familiare
Sposato il 25 giugno del 1829 con Marianna Rossi Baronessa di Castro, ebbe 7 figli, 4 maschi e 3 femmine. La moglie gli portò in dote il Palazzo di Via Toledo assieme a tutta l'isola che comprendeva anche la Chiesa di San Ferdinando, di proprietà della facoltosa famiglia Rossi. Durante i primi anni di regno di Ferdinando II, l'intera Napoli visse un periodo di grande fermento e sviluppo e Pasquale fece restaurare completamente il Palazzo di via Toledo nel quale trasferì tutta la famiglia e che da allora prese il nome di Palazzo Cirella. Perse la moglie in giovane età (31 anni) e per custodirne degnamente le spoglie, acquistò la Cappella Gentilizia nel Quadrato del Cimitero Monumentale di Poggioreale. Anche la figlia Giulia morì in giovanissima età. Ma il lutto più devastante lo ebbe per la morte del figlio primogenito, Clemente, avvenuta alla vigilia delle sue nozze con Giulia Boncompagni Ludovisi il 24 luglio del 1857.
Il figlio Luigi, che gli successe in qualità di capo della casata, fu Gentiluomo di S.A.R. la Principessa di Piemonte, poi Regina d'Italia. Sposò la contessa Virginia Cini che divenne anche lei Dama di Corte della Principessa di Piemonte. Il ramo si esaurì con la figlia Marianna, che andò in sposa al Duca Vargas ma non ebbe figli. 
La discendenza passò quindi attraverso il figlio quartogenito, Gaetano (31.12.1834 - 22.12.1890) ed è tuttora esistente.
Il fratello don Pietro, ardente patriota nei moti del '48, rientrato a Napoli dopo l'amnistia fu attivo con i liberali nell'organizzazione del Plebiscito del 21 ottobre 1860. Refrattario ad ogni forma di onori e riconoscimenti pubblici, avvenuta l'Annessione reputò concluso il suo ciclo politico  e si ritirò a vita privata. Non si sposò e non ebbe figli. Morì nella sua città natale nel 1869 e riposa accanto all'amato fratello.